# Cyphochilus
Cyphochilus ist eine in Südostasien vorkommende Gattung von Käfern. Denselben Namen trägt auch eine Gattung von Orchideen. Die Käfer schützen sich vor Fressfeinden, indem sie die weiße Färbung eines Pilzes imitieren (Mimese).

## Besonderheiten der Färbung
Die Tiere sind weißer als fast alle anderen bekannten Farbstoffe. Die Färbung ist sogar perfekter als die meisten künstlich erzeugten Farbstoffe. Sie wird aber nicht durch Pigmente erzeugt, sondern entsteht dadurch, dass Licht von den am ganzen Körper vorhandenen fünf Mikrometer dicken, unregelmäßig geformten Schuppen reflektiert wird. Dabei müssen die Schuppen das Licht in sämtlichen Wellenlängenbereichen gleich streuen, um diese perfekte weiße Färbung zu erreichen. Für dasselbe Resultat müssten künstlich erzeugte Oberflächen mindestens einhundert Mal dicker sein.
Man nimmt an, dass die weiße Panzerung der Tiere zur Tarnung dient, da sie häufig auf weißen Pilzen zu finden sind. Wissenschaftler sind sehr daran interessiert, das Geheimnis der superweißen Panzerung für den Menschen zu nutzen, z. B. um ultraweiße Kunststoffe zu entwickeln.